# Coexistència pacífica
La coexistència pacífica fou un terme de política internacional creat pel dirigent soviètic Nikita Khrusxov per fer referència a les relacions que haurien de mantenir en el futur la Unió Soviètica i els Estats Units dins de la també denominada Guerra Freda, i que de forma general s'accepta com a política soviètica en el període 1955-1962 des del punt de vista occidental, 1955-1984 des del punt de vista soviètic.

## Orígens
L'origen es remunta quan Kruschev inicià el procés de desestalinització de l'URSS a l'empara d'un creixement econòmic que els soviètics desitjaven aprofitar per a apropar-se al nivell de vida occidental mitjançant l'impuls de la modernització de les infraestructures, tenint garanties, en posseir armes atòmiques, que la Unió Soviètica es trobava segura. D'altra banda, s'havia aconseguit un armistici en la Guerra de Corea i la pau a Indoxina, i les doctrines més conservadores estatunidenques que amenaçaven amb "represalies massives" davant d'una política exterior soviètica agressiva no acabaren de reeixir, donat que el President, Dwight Eisenhower, seguia essent partidari d'una política de contenció.

## Bases de la política
La coexistència pacífica es basava en la doctrina comunista que durant un període, haurien de conviure països capitalistes amb països comunistes, i que per a evitar una guerra mundial era necessari mantenir la «coexistència pacífica [que] pressuposa la renúncia a la guerra com a mitjà de resolució de disputes internacionals» Les dificultats per a explicar aquesta política amb la formulació leninista de la lluita de classes s'explica dient que:
| «                                  | La coexistència pacífica és una forma peculiar de la lluita de classes, que es du a terme per mitjans pacífics, amb la particularitat que el principal camp de batalla entre socialisme i capitalisme rau en la emulació econòmica, en la qual el socialisme, gràcies als avantatges que li són inherents, aconseguirà la victòria. | » |
| — Diccionari soviètic de filosofia | |   |

En el Diccionari d'economia política de Borísov, Zhamin i Makárova s'argumentava:
| «                                                               | Lo fundamental en la coexistència pacífica dels estats amb diferent règim social és la renúncia a la guerra com a mitjà de resolució dels litigis internacionals i la seva solució per via pacífica; la igualtat de dret entre els estats, la comprensió mútua i la confiança entre uns i altres; el prendre en consideració els interessos d'ambdues parts, la no ingerència en els assumptes interns, l'estricte respecte de la sobirania i la integritat territorial de tots els estats; el desenvolupament de la col·laboració econòmica i cultural basada en la plena igualtat i l'avantatge mutu. La política de coexistència pacífica deriva de la naturalesa de la societat socialista, en la qual no existeixen classes ni grups interessats en la guerra.... En el present, la lluita per la coexistència pacífica per evitar la guerra termonuclear, s'ha convertit en una importantíssima feina històrica no només de la classe treballadora, sinó, a més de l'aclaparant majoria de la població de l'orbe. | » |
| — Diccionari de economia política de Borísov, Zhamin i Makárova | |   |

Utilitzant a més una cita de Lenin per a justificar aquesta política:
| «       | Ara el nostre principal influx sobre la revolució internacional l'exercim mitjançant la nostra política econòmica... En aquest terreny, la lluita s'ha traslladat a escala mundial. Resolguem aquesta feina i llavors haurem vençut a escala internacional amb seguretat i de manera definitiva | » |
| — Lenin | |   |

## Desenvolupament
Tres fets històrics marcaren els problemes fonamentals d'aquesta política: la invasió d'Hongria en 1956;, la construcció del mur de Berlín a l'inici de la dècada de 1960 i la ruptura de les relacions entre la Unió Soviètica i la Xina sota govern de Mao Zedong.
Encara que oficialment la política nord-americana era agressiva, en la pràctica mantenia un to moderat. L'arribada de John F. Kennedy a la Presidència, precedida un any abans per la visita de Jrushchov als Estats Units, va permetre una trobada entre ambdós dirigents en Viena en 1961.
La política de Coexistència Pacífica, encara que formalment vigent fins a la crisi dels míssils de Cuba en 1962, que va obligar a ambdues parts, els Estats Units i la Unió Soviètica, a modificar la línia política de cadascun en benefici de la denominada distensió a través d'unes més fluides relacions bilaterals en tots els ordres.